# 江津站 (日本)
35°0′46.03″N 132°13′23.55″E / 35.0127861°N 132.2232083°E
江津車站（日语：／ Gōtsu eki */?），是西日本旅客鐵道（JR西日本）的鐵路車站，位於島根縣江津市江津町。
此站舊名石見江津車站（／ Iwami-Gōtsu eki */?），是為了避免與發音相近的北陸本線鄉津車站（／ Gōzu eki */?）混淆而在站名冠上古令制國「石見」。直到1969年鄉津車站廢站後隔年才改為現今站名。

## 歷史
- 1920年（大正9年）12月25日：國有鐵道山陰本線的淺利車站至都野津車站之間路段完工，石見江津車站開始營業。
- 1930年（昭和5年）4月20日：三江線從石見江津通車至川戶車站，此站成為轉乘站。
- 1955年（昭和30年）3月31日 - 隨著三江南線通車營運，原本的三江線更名為三江北線，此站成為三江北線的車站。
- 1957年（昭和32年）：現用的第二代站房竣工。
- 1970年（昭和45年）6月1日：鄉津車站廢站後，此站改名為江津車站。
- 1973年（昭和48年）7月10日：第876次貨物列車在江津車站待避線待避對向第2002次列車時，第四車罐車的上部突然破裂，罐內裝載的鹽酸噴出導致月台旅客9人、郵務人員5人、站員3人及一名作業員共18人受傷。[1]
- 1975年（昭和50年）8月31日 - 三江南線的口羽車站與三江北線的濱原車站之間銜接路段完工通車，南北兩線合併為三江線，此站成為三江線的車站。
- 1987年（昭和62年）4月1日 - 隨著國鐵分割民營化，成為西日本旅客鐵道與日本貨物鐵道（JR貨物）所管轄的車站。
- 1997年（平成9年）3月22日：JR貨物修改時刻表，貨物列車不再表定停靠此站（1995年秋季起即沒有貨物列車停靠）。以往從南延岡車站運送氫氧化鈉、從幸崎車站運送濃硫酸到日本製紙江津工場。
- 2006年（平成18年）4月1日：JR貨物廢止江津車站，此站不再處理貨物。
- 2018年4月1日 - 三江線因搭乘人數過少而全線停駛廢線。

## 車站構造
此站為地面車站，有三股軌道和側式月台一座（第一月台）及島式月台一座（第二、三月台）。第一月台直接與剪票口連接，兩座月台有跨線天橋連接但沒有無障礙設施。以往臥鋪特急出雲號有停靠此站，第一月台與第二月台長度較長。
三江線列車以往在第三月台到開，但該線已於2018年4月1日起停駛廢線。
因貨物列車在此站到開，第三月台外側有多條側線，並且有專用線連接至日本製紙江津工場。

### 月台配置
| 月台 | 路線     | 方向               | 目的地           | 備註               |
| ---- | -------- | ------------------ | ---------------- | ------------------ |
| 1    | 山陰本線 | 上行               | 出雲市、松江方面 | 部份班次在第三月台 |
| 2    | 下行     | 濱田、益田方面     |                  |                    |
| 3    | -        | （做為待避線之用） |                  |                    |

## 使用狀況
根據島根縣的統計資料與《三江線沿線地域公共交通網形成計劃》所記載之每日平均乘客人數如下：
| 乘車人數推移 | 乘車人數推移 |
| 年度         | 1日平均人數  |
| ------------ | ------------ |
| 1984         | 1013         |
| 1994         | 916          |
| 1999         | 805          |
| 2000         | 739          |
| 2001         | 693          |
| 2002         | 645          |
| 2003         | 650          |
| 2004         | 624          |
| 2005         | 603          |
| 2006         | 567          |
| 2007         | 563          |
| 2008         | 533          |
| 2009         | 429          |
| 2010         | 424          |
| 2011         | 388          |
| 2012         | 386          |
| 2013         | 371          |
| 2014         | 373          |
| 2015         | 369          |
| 2016         | 392          |

## 其他
三江線活化協議會將此站暱稱命名為「八十神」，取自島根縣西部與廣島縣西北部流傳的傳統神樂——石見神樂。

## 相鄰車站
西日本旅客鐵道（JR西日本）
 山陰本線
淺利－江津－都野津
已停駛路線
 三江線
江津－江津本町

## 外部連結
- （日語） JR西日本（江津駅） （页面存档备份，存于）
- （日語） ぶらり三江線WEB：江津 - 三江線改良利用促進期成同盟会・三江線活性化協議会。